# LÉ Fola (CM12)
LÉ Fola (CM12) — корабль ВМС Ирландии, служивший с 1971 по 1987 год.

## История
Тральщик типа «Тон», названный HMS Blaxton (M1131), был построен для ВМС Великобритании в 1955 году. В 1971 году он был продан Ирландии и вошёл в состав её военно-морских сил, получив имя Fola в честь легендарной королевы из племён богини Дану. Сразу после вступления в строй, корабль, вместе с однотипным Banba, прошёл швартовые и ходовые испытания в Гибралтаре и западном Средиземноморье. После испытаний корабли отправились на новую базу в Ирландию, однако по пути попали в шторм и были вынуждены укрыться в гавани Лиссабона.
В 1987 году корабль был выведен из состава флота и продан в Испанию для разделки на металл.